# Елизабет фон Мьорс
Елизабет (Анна) фон Мьорс (на немски: Elisabeth von Moers; † 2 февруари 1415 или между 1430, 1444 и 1459) е графиня на Мьорс и чрез женитби господарка на Липе и графиня на Текленбург.

## Произход
Тя е дъщеря на граф Фридрих III фон Мьорс († 1417) и съпругата му графиня Валбурга фон Сарверден († 1418), дъщеря на граф Йохан II фон Сарверден и Клара фон Финстинген-Бракенкопф. Майка ѝ е сестра на Кьолнският архиепископ Фридрих III фон Сарверден († 1414). Тя е сестра на Дитрих († 1463), архиепископ на Кьолн.

## Фамилия
Първи брак: между 6 юни и 5 ноември 1403 г. с Бернхард VI фон Липе († 1415). Тя е втората му съпруга. Те имат децата:
- Симон IV фон Липе (* ок. 1404; † 11 август 1429) от 1415 г. господар на Липе, женен ок. 1426 г. за херцогиня Маргарета фон Брауншвайг-Грубенхаген (1411 – 1456)
- Фридрих (* между 1417 и 1725)
- Ото († 30 септември 1433 в Браке), духовник
- Ирмгард († 17 юли 1463), омъжена ок.  1428 г. за господар Вилхелм фон Бурен († 1461)

Втори брак: сл. 31 януари 1415 г. с граф Николас II фон Текленбург († 1426/1430). Те имат децата:
- Ото VII († сл. 1452), граф на Текленбург (1426 – 1452), женен ок. 1428 г. за Ерменгард фон Хоя († 1439), дъщеря на граф Ерих I фон Хоя
- Аделхайд (* ок. 1390), омъжена ок. 1415/1416 г. за граф Вилхелм фон Берг-Равенсберг (1382 – 1428)